# Parlamentarni izbori u Kraljevini SHS 1923.
Izbori 1923. u Kraljevini SHS za Skupštinu održali su se 18. ožujka 1923.

## Tijek izbora
Zastupnička mjesta su bila podijeljena prema političkim i upravnim granicam koje su bile iz vremena prije nastanka Kraljevine SHS, a razdioba je bila prema statistikama stanovništva iz 1910. godine.
Časopis Time je u broju od tjedna nakon izbora pisao da je izbore pratilo zastrašivanje birača od strane vojne policije, pritisak na oporbu i zakidanje u biračkim pravima i zakidanje građanskih prava nacionalnim manjina poput Mađara i Turaka.

## Ishod
Nakon izbora, Hrvatska republikanska seljačka stranka, Slovenska ljudska stranka i Jugoslavenska muslimanska organizacija su formirale oporbeni Federalistički blok.
| Stranke i koalicije                                                | Stranke i koalicije                                                | Glasova | Postotak | Zastupničkih mjesta | Pomak |      |
| ------------------------------------------------------------------ | ------------------------------------------------------------------ | ------- | -------- | ------------------- | ----- | ---- |
| Narodna radikalna stranka – Nikola Pašić                           | Narodna radikalna stranka – Nikola Pašić                           | 562.213 | 25,9 %   | 108                 | +17   |      |
| Hrvatska republikanska seljačka stranka – Stjepan Radić            | Hrvatska republikanska seljačka stranka – Stjepan Radić            | 473.733 | 21,9 %   | 70                  | +20   |      |
| Demokratska stranka – Ljubomir Davidović                           | Demokratska stranka – Ljubomir Davidović                           | 400.342 | 18,5 %   | 51                  | –41   |      |
| Zemljoradnička stranka – Jovan Jovanović                           | Zemljoradnička stranka – Jovan Jovanović                           | 153.579 | 7,1 %    | 10                  | –29   |      |
| Jugoslavenska muslimanska organizacija – Mehmed Spaho              | Jugoslavenska muslimanska organizacija – Mehmed Spaho              | 112.228 | 5,2 %    | 18                  | –6    |      |
| Slovenska ljudska stranka i Hrvatska pučka stranka – Anton Korošec | Slovenska ljudska stranka i Hrvatska pučka stranka – Anton Korošec | 107.497 | 5,0 %    | 21                  | +7    |      |
| Narodna turska organizacija Džemijet – Nexhip Draga                | Narodna turska organizacija Džemijet – Nexhip Draga                | 71.493  | 3,3 %    | 14                  | +6    |      |
| Socijalistička stranka Jugoslavije                                 | Socijalistička stranka Jugoslavije                                 | 48.337  | 2,2 %    | 2                   | +2    |      |
| Njemačka stranka (Partei der Deutschen)                            | Njemačka stranka (Partei der Deutschen)                            | 43.415  | 2,0 %    | 8                   | +8    |      |
| Nezavisna lista – Trumbić-Drinković                                | Nezavisna lista – Trumbić-Drinković                                | 16.200  | 0,7 %    | 2                   | +1    |      |
| Srpska stranka                                                     | Srpska stranka                                                     | 15.236  | 0,7 %    | 1                   | +1    |      |
| Bunjevačko-šokačka stranka                                         | Bunjevačko-šokačka stranka                                         | 12.793  | 0,6 %    | 3                   | –1    |      |
| Samostalna kmetijska stranka                                       | Samostalna kmetijska stranka                                       | 11.029  | 0,5 %    | 1                   | –7    |      |
| Crnogorska stranka                                                 | Crnogorska stranka                                                 | 7.912   | 0,4 %    | 2                   | +2    |      |
| Rumunjska stranka                                                  | Rumunjska stranka                                                  | 7.070   | 0,3 %    | 1                   | +1    |      |
|                                                                    |                                                                    |         |          |                     |       |      |
| Ostali:                                                            |                                                                    |         |          |                     |       |      |
| Tribunaši                                                          | Tribunaši                                                          | 7.850   | 0,4 %    | 0                   | –     |      |
| Protićeva srpska radikalna stranka                                 | Protićeva srpska radikalna stranka                                 | 13.742  | 0,6 %    | 0                   | –     |      |
| Mađarska stranka                                                   | Mađarska stranka                                                   | 8561    | 0,4 %    | 0                   | –     |      |
| Hrvatska težačka stranka                                           | Hrvatska težačka stranka                                           | 6088    | 0,3 %    | 0                   | –7    |      |
| Jugoslavenska muslimanska narodna organizacija                     | Jugoslavenska muslimanska narodna organizacija                     | 6074    | 0,3 %    | 0                   | –     |      |
| Neovisni komunistički kandidati                                    | Neovisni komunistički kandidati                                    | 24.321  | 1,1 %    | 0                   |       |      |
| Jugoslavenska republikanska stranka(-3)                            | Jugoslavenska republikanska stranka(-3)                            | 18.941  | 1,1 %    | 0                   |       |      |
| Hrvatska stranka prava(-2)                                         | Hrvatska stranka prava(-2)                                         | 8089    | 1,1 %    | 0                   |       |      |
| Narodna-socijalistička stranka                                     | Narodna-socijalistička stranka                                     | 4064    | 1,1 %    | 0                   |       |      |
| Liberalna stranka                                                  | Liberalna stranka                                                  | 3384    | 1,1 %    | 0                   |       |      |
| Veteranska stranka                                                 | Veteranska stranka                                                 | 3642    | 1,1 %    | 0                   |       |      |
| Neovisna muslimanska stranka                                       | Neovisna muslimanska stranka                                       | 3642    | 1,1 %    | 0                   |       |      |
| Prekomurska seljačka stranka                                       | Prekomurska seljačka stranka                                       | 3384    | 1,1 %    | 0                   |       |      |
| Veterani invalidi                                                  | Veterani invalidi                                                  | 2682    | 1,1 %    | 0                   |       |      |
| Hrvatski blok                                                      | Hrvatski blok                                                      | 2424    | 1,1 %    | 0                   |       |      |
| Hrvatska zajednica (-4)                                            | Hrvatska zajednica (-4)                                            | 2408    | 1,1 %    | 0                   |       |      |
| Srbijanski progresivci                                             | Srbijanski progresivci                                             | 1541    | 1,1 %    | 0                   |       |      |
| Češka stranka                                                      | Češka stranka                                                      | 1541    | 1,1 %    | 0                   |       |      |
| Šušterčićeva stranka                                               | Šušterčićeva stranka                                               | 1361    | 1,1 %    | 0                   |       |      |
| Kirijadžijska stranka                                              | Kirijadžijska stranka                                              | 321     | 1,1 %    | 0                   |       |      |
| Ukupno                                                             | 2.167.000                                                          | 100     | 1,1 %    | 0                   | 312   | +107 |

## Zastupnici
(nepotpun popis)
- Mihailo Ivanović – Crnogorska federalistička stranka
- Vranje Sudarević – Bunjevačko-šokačka stranka
- Blaško Rajić – Bunjevačko-šokačka stranka
- Ivan Evetović – Bunjevačko-šokačka stranka

### Rezultati po izbornim jedinicama
(nepotpun popis)
Požega:
- Dragutin Kovačević – HRSS
- Ante Adžija – HRSS
- Ilija Martinović – HRSS
- Ivo Čaldarević – HRSS
- Stjepan Klaić – HRSS
- Nikola Ovanin – HRSS
- Svetozar Pribićević – Demokratska stranka